# Heuweiler
Heuweiler è un comune tedesco di 1 008 abitanti, situato nel land del Baden-Württemberg.